# Alejandro Llano Cifuentes
Alejandro Llano Cifuentes (Madrid, 9 de junio de 1943-Pamplona, 2 de octubre de 2024) fue un filósofo español de orientación tomista. Fue rector de la Universidad de Navarra (1991-1996).

## Biografía
Vivió su infancia en El Carmen, un pueblo asturiano situado a cuatro kilómetros de Ribadesella. Hermano del filósofo Carlos Llano Cifuentes, y del obispo Rafael Llano Cifuentes. Además de la familia y el colegio, la persona que más influencia tuvo en su formación inicial fue su tata, Azucena Olivar. En su etapa escolar, Olivar le enseñó "el sentido profundo de nuestro vivir en la tierra".

## Obra
Además de sus trabajos sobre la filosofía del idealismo alemán, con mención especial a Inmanuel Kant, ha estudiado cuestiones de ontología y teoría del conocimiento en Aristóteles y Tomás de Aquino, en diálogo con planteamientos del análisis lógico-lingüístico. También se ha ocupado de problemas de filosofía política, teoría de la cultura y deontología.
Autor de un buen número de libros, ha escrito más de cien artículos e impartido cerca de 150 conferencias en universidades de todo el mundo.

## Implicación política
Quince días antes de las elecciones europeas de 2009, Alejandro Llano pidió públicamente el voto para el Partido Popular. En un artículo de opinión dirigido a los conservadores descontentos con la línea política de Mariano Rajoy, les animaba a «taparse la nariz» y votar al PP, como única forma de sacar del gobierno al socialista Zapatero.